# Hammerlinde (Frohnauer Hammer)
Die Hammerlinde war ein Naturdenkmal im Annaberg-Buchholzer Ortsteil Frohnau, unmittelbar am historischen Frohnauer Hammer gelegen.

## Beschreibung
Die Hammerlinde war eine dreistämmige Sommerlinde. Der etwa 32 Meter hohe Baum befand sich an der Sehmatalstraße in Frohnau. Die als Naturdenkmal ausgewiesene Linde war öffentlich zugänglich, jedoch teilweise ausgemauert und mit Halteseilen abgesichert.

## Geschichte
Der Baum war rund 320 Jahre alt. Untersuchungen durch Baumfachleute haben dieses Alter bestätigt. Die Frohnauer Hammerlinde stammte demnach vom Ende des 17. Jahrhunderts. Wahrscheinlich wurde sie beim Bau des Wohnhauses, der 1697 erfolgte, gepflanzt, was damals durchaus üblich war. Der Stamm war nicht mehr sichtbar. Durch Aufschüttung des umliegenden Geländes befand er sich im Erdreich. Die Linde wurde 1937 als Naturdenkmal ausgewiesen und in das Naturdenkmalbuch bei der Kreishauptmannschaft Chemnitz eingetragen. In den 1950er Jahren wurde in ein paar Metern Höhe mehrmals ein Holzpodest, auf dem bei Festen eine Musikkapelle spielte, eingebaut.
Im Jahr 2016 ergaben Untersuchungen des Baumes einen starken Befall mit dem Brandkrustenpilz, einem Moderfäule auslösenden Baumschädling. Daraufhin wurden verschiedene Maßnahmen zur Erhaltung des Baumes ergriffen. Totholz wurde entfernt und 2017 wurde ein großer Teil der Baumkrone zurückgeschnitten. Damit sollte das Naturdenkmal weitere fünf bis zehn Jahre erhalten bleiben. Eine weitere Untersuchung ergab 2018 jedoch, dass die Hammerlinde inzwischen mit einem weiteren Schadpilz befallen war und zu starke Schädigungen aufwies, um erhalten werden zu können. Im September 2018 wurde seitens der Stadtverwaltung bekannt gegeben, dass der Baum noch vor dem Einsetzen des Herbstes gefällt wird, da er Stürme und Schneelast nicht mehr tragen könne und so die Sicherheit für Fußgänger und Straßenverkehr gefährdet sei. Die Fällung erfolgte am 24. September 2018.

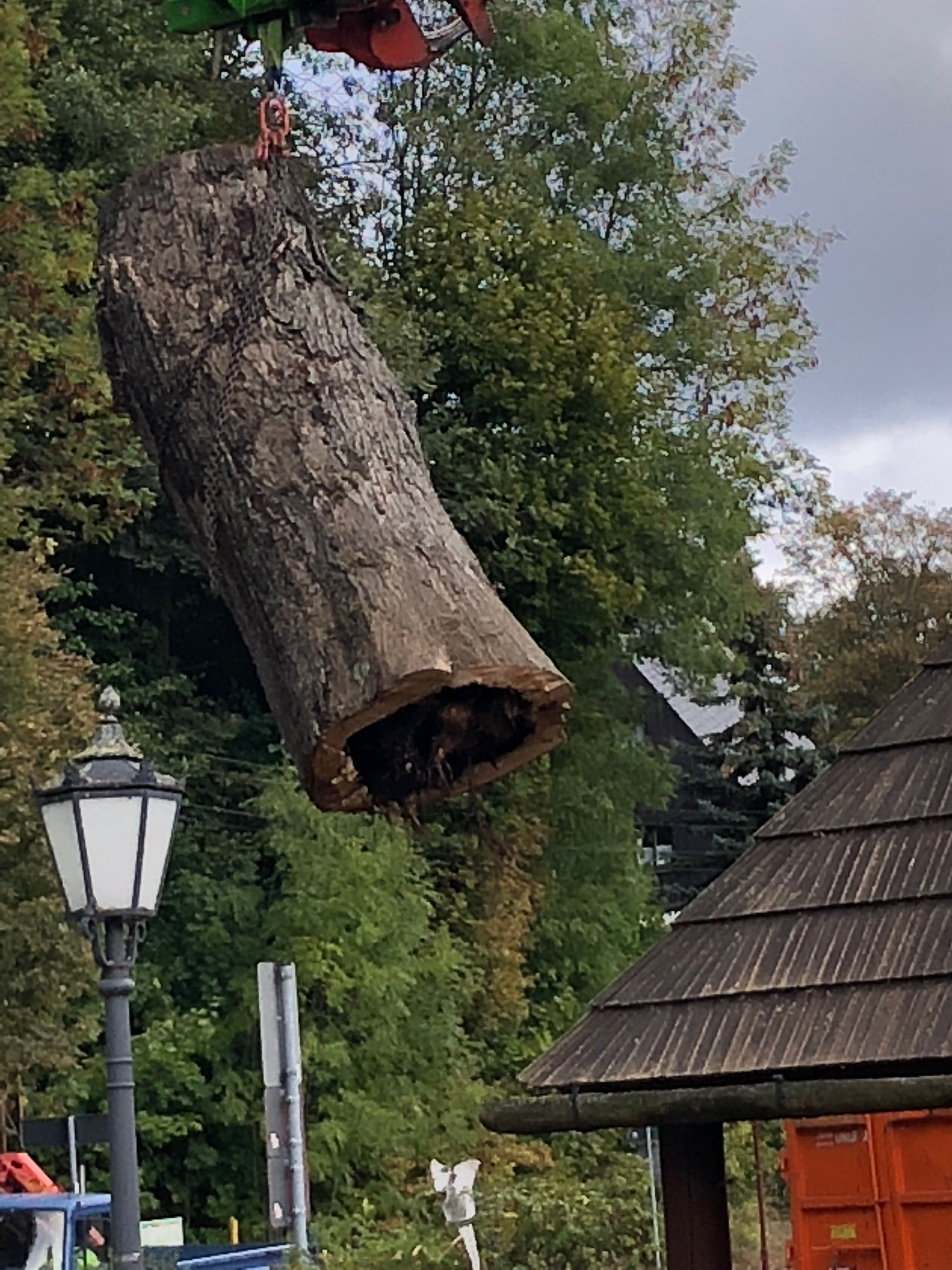
Fällung der Hammerlinde
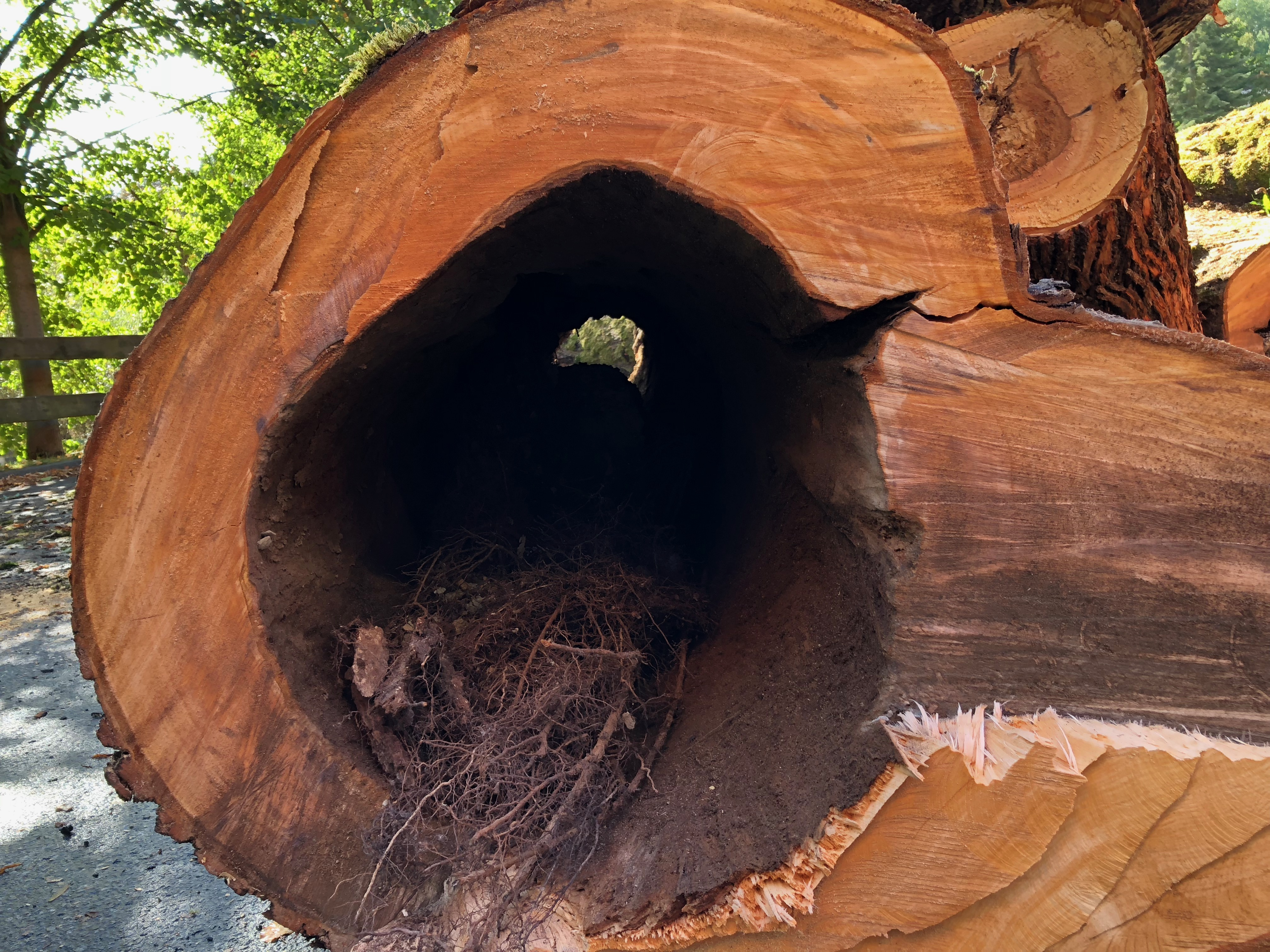
Blick durch den Stamm der Hammerlinde
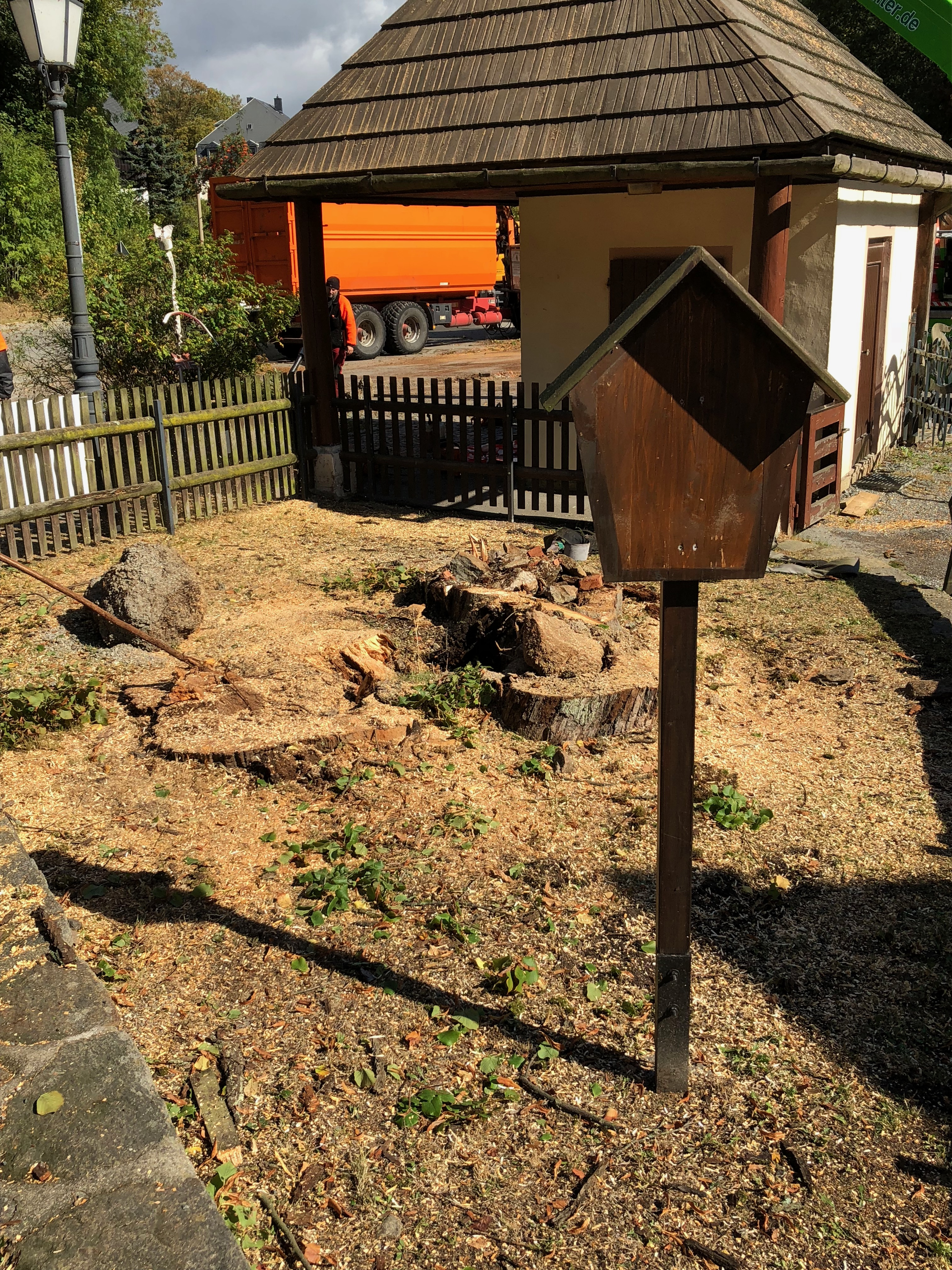
Ehemaliger Standort der Hammerlinde
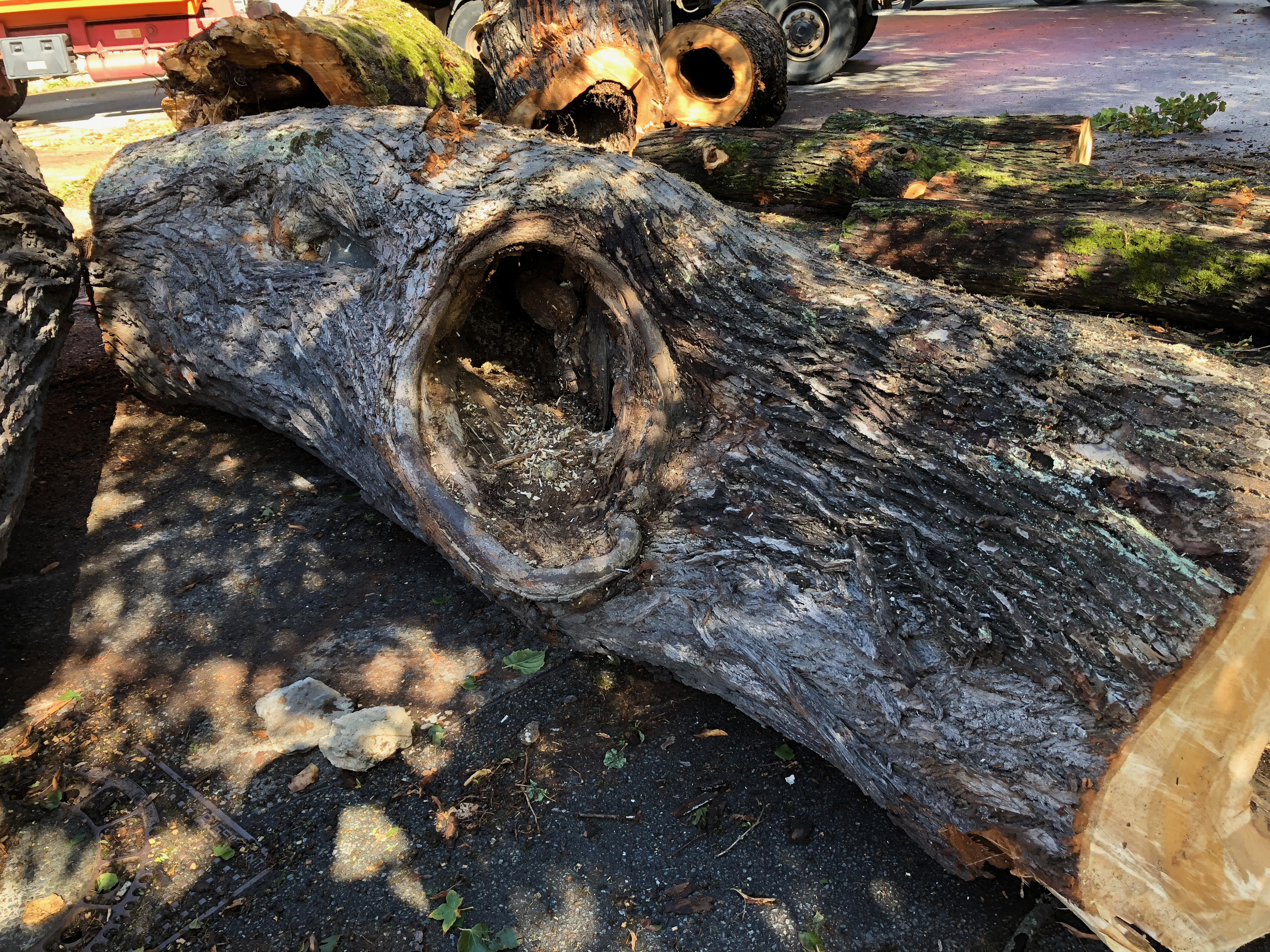
Hohler Stamm der Hammerlinde
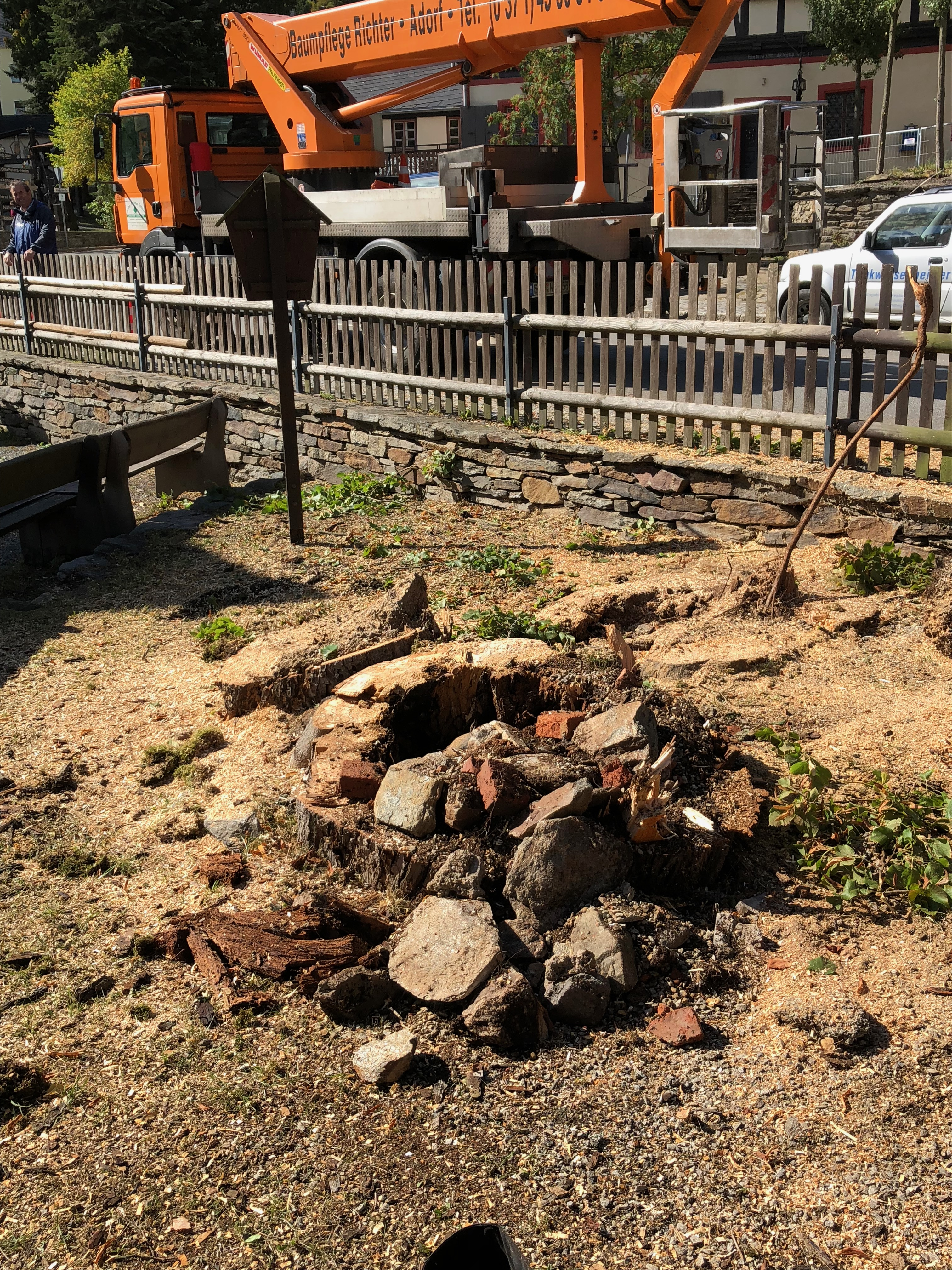
Ehemaliger Standort der Hammerlinde

Aus Trieben der Hammerlinde, die nicht von den Schädlingen befallen sind, soll ein Abkömmling des Baumes aufgezogen werden.